# IDTV (mediabedrijf)
IDTV (tot september 2007 geschreven als IdtV) is een Nederlandse productiemaatschappij. Het bedrijf is opgericht in 1977 door Harry de Winter en is thans eigendom van de Britse productiemaatschappij All3Media. IDTV maakt televisieprogramma's voor de Nederlandse en Duitse markt. Daarnaast maakt het films en is het betrokken bij de organisatie van evenementen.

## Geschiedenis
In 1977 begint IDTV met concertregistraties van onder andere Prince, Madonna en Tina Turner, die wereldwijd op televisie werden uitgezonden. In de jaren die volgden, bouwde IDTV zijn portfolio uit en ontwikkelde het bedrijf programma's met name voor televisie. Bekend werd het bedrijf met het televisieformat Lingo, dat wereldwijd verkocht werd.
Oprichter Harry de Winter trok zich in 1996 terug als eigenaar. In 1999 ging IDTV ook speelfilms produceren onder de naam IDTV Film. Ook maakt het bedrijf documentaires op maatschappelijk en cultureel gebied.
In 2003 kocht het Britse mediabedrijf All3Media alle aandelen van IDTV aan en daarmee werd IDTV onderdeel van een wereldwijd netwerk van televisie- en filmbedrijven. 

## Televisieprogramma's

### Informatieve en amusementsprogramma's
- Atlas
- Bed & Breakfast
- Campinglife
- CupCakeCup
- De Faker
- De Grote Klimaatkwis
- De Magische Auto
- De Rijdende Rechter
- De Verraders
- Het Beste Idee van Nederland
- Het Feest van Zappelin
- Het Geheim van de Meester
- Het Kerst Muziekgala
- Het Onbekende
- Historisch bewijs
- Homerun Curaçao
- Je huis op orde
- Lingo
- Meer dan Goud
- Moltalk
- Nikkie's Make-up Mansion
- Ondertussen aan de Hofvijver
- Race Across the World
- Sinan zoekt de klas van Elias
- Snackmasters
- Taxi
- Thuis voor de Buis
- Undercover Boss
- vtwonen
- vtwonen weer verliefd op je huis
- We Gaan Het Maken
- Wie is de Mol?

### Dramaseries
- Bloedverwanten
- Café de Wereld
- Stellenbosch
- Oud Geld
- Pleidooi
- 12 steden, 13 ongelukken
- Lijn 32
- Mixed Up
- 't Schaep met de 5 pooten
- 't Vrije Schaep
- 't Spaanse Schaep
- Eileen
- Wolfseinde
- Mama
- Volgens Robert
- 't Schaep in Mokum
- 't Zal je gebeuren...
- Finals

### Kinderprogramma's
- De Gezusters Kokkel (1991)
- De Club van Sinterklaas
- CupCakeKlas
- CupCakeCup
- IJSSTRIJD!
- Wie is de Mol? Junior

## Films
- Familie (won een Gouden Kalf)
- De Tweeling (won een Gouden Kalf; genomineerd voor een Oscar)
- Van God Los (won drie Gouden Kalveren)
- Cloaca (won twee Gouden Kalveren)
- Joy
- Alles is Liefde
- Brideflight
- De Poolse bruid

## Documentaires
- The Rainbow Warriors of Waiheke Island
- Verleden van Nederland
- Gezocht: vrijheid!
- Jeroen, Jeroen
- De lege plek
- Achterland - De weg terug naar Cuey Machar
- Hou me vast - De Dijk
- De kinderen van De Hondsberg in 2011
- Nederwiet
- De ijzeren vogel
- Mannenbroeders van Kootjebroek
- De beslissing van Wim Maljaars
- De Slimste Race
- De Prik en het Meisje
- Janine

## Evenementen
- Europe a Go Go (1985), een productie van IDTV en Film in samenwerking met de NOS in het kader van het Internationale Jongerenjaar 1985 uitgeroepen door de Verenigde Naties, en uitgezonden door bij de European Broadcasting Union (EBU) aangesloten omroepen, met uitzendingen van liveoptredens van onder meer Golden Earring, Frankie Goes to Hollywood en UB40.[1]
- De Koningsvaart
- Aardig Onderweg Award
- Staatsloterij Oud & Nieuwfeest
- Festival Classique
- 5 Meiconcert
- ANWB jubileumfeest
- Tommy Hilfiger Store Openings Europa
- Media Markt leveranciersevenement